# Viorica Țigău
Viorica Țigău (n. 12 august 1979, Galați, România) este o fostă atletă română.

## Carieră
A câștigat medalia de bronz în proba de heptatlon la Campionatul Mondial de Juniori din 1998 și a terminat pe locul 18 la Jocurile Olimpice din 2000.
Cel mai bun rezultat al său este de 6289 de puncte, obținut în iunie 2000 în București.
De asemenea, Țigău a concurat la proba de săritură în lungime la trei Olimpiade (2000, 2008 și 2012). Cel mai bun salt a fost de 6,85 de metri, obținut în august 2000 în București. Ea a fost multiplă campioană națională în probele de 100 m garduri, săritură în lungime și heptalon.
În plus sportiva a trecut la bob. În 2005 a devenit cu Maria Spirescu campioană mondială de tineret (sub 23) în proba de bob de 2 persoane.

## Realizări
| An   | Competiție                              | Locație                    | Loc | Eveniment     | Note    |
| ---- | --------------------------------------- | -------------------------- | --- | ------------- | ------- |
| 1998 | Campionatul Mondial de Juniori (sub 20) | Annecy, Franța             | 3   | heptatlon     | 5720    |
| 2000 | Jocurile Olimpice                       | Sydney, Australia          | 18  | heptatlon     | 5893    |
| 2000 | Jocurile Olimpice                       | Sydney, Australia          | 27  | lungime       | 6,25 m  |
| 2006 | Campionatul Mondial                     | Moscova, Rusia             | 10  | lungime       | 6,38 m  |
| 2006 | Campionatul European                    | Göteborg, Suedia           | 21  | lungime       | 6,23 m  |
| 2007 | Campionatul European în sală            | Birmingham, Marea Britanie | 12  | lungime       | 6,46 m  |
| 2008 | Jocurile Olimpice                       | Beijing, China             | 20  | lungime       | 6,44 m  |
| 2009 | Campionatul European în sală            | Torino, Italia             | 9   | lungime       | 6,46 m  |
| 2010 | Campionatul European                    | Barcelona, Spania          | 23  | lungime       | 6,21 m  |
| 2011 | Campionatul European în sală            | Paris, Franța              | 10  | lungime       | 6,56 m  |
| 2012 | Campionatul Mondial în sală             | Istanbul, Turcia           | 7   | lungime       | 6,34 m  |
| 2012 | Campionatul European                    | Helsinki, Finlanda         | 23  | 100 m garduri | 13,59 s |
| 2012 | Campionatul European                    | Helsinki, Finlanda         | 16  | lungime       | 6,29 m  |
| 2012 | Jocurile Olimpice                       | Londra, Marea Britanie     | 20  | lungime       | 6,21 m  |

## Recorduri personale
| Probă                       | Performanță | Dată              | Locație   |
| --------------------------- | ----------- | ----------------- | --------- |
| 100 m garduri               | 13,14 s     | 10 iunie 2006     | București |
| Săritură în lungime         | 6,85 m      | 6 august 2000     | București |
| Heptatlon                   | 6289        | 25 iunie 2000     | București |
| 60 m garduri în sală        | 8,07 s      | 18 februarie 2006 | București |
| Săritură în lungime în sală | 6,66 m      | 25 februarie 2006 | București |
| Pentatlon în sală           | 4430        | 12 februarie 2006 | București |